# Рашко Моровенов
Рашко Моравенов е виден жител и дарител на Копривщица.
Заедно с Вълко Моравенов дарява средства за построяването на храма „Св. Николай“ (1844) в родния си град. Построява (1843) и поддържа Моравеновата чешма на оградата на храма и сводест мост над Косьово дере (на Бит пазар).